# Cydonia (Band)
Cydonia ist eine italienische Power- und Thrash-Metal-Band aus Florenz, die im Jahr 1999 gegründet wurde.

## Geschichte
Die Band wurde im Jahr 1999 gegründet und bestand aus dem Sänger Dan Keying, dem Schlagzeuger Mat Stancioiu, dem Gitarristen Steve Sguario, dem Bassisten Trevor O’Neal und dem Keyboarder Lee Crow. Keying hatte zuvor ein Angebot bekommen, Labyrinth beizutreten, da der vorherige Sänger Fabio Lione zu Rhapsody of Fire gewechselt hatte, welches er jedoch ausschlug, da er und Olaf Thorsen unterschiedliche Vorstellungen für die Zukunft von Labyrinth hatten. Dennoch waren mit Thorsen an der zweiten Gitarre und Stancioiu auf dem Debütalbum zu hören. Thorsen produzierte zudem das Album. Im Jahr 2001 erschien das selbstbetitelte Debütalbum. Das Science-Fiction-Album behandelt die mythologische des Planeten Mars. Anfang 2003 kamen Pete Daniels als permanenter zweiter Gitarrist und Stefan Ray als neuer Schlagzeuger zur Besetzung, ehe die Gruppe das zweite Album The Dark Flower aufnahm. Das Album erschien im Jahr 2003 und, wie bereits der Vorgänger, bei Metal Blade Records.

## Stil
Laut Michael Edele von laut.de spielt die Band auf The Dark Flower Power Metal mit Thrash-Metal-Riffs und leicht progressiven Zügen. Die Gruppe habe auf ihrem Vorgänger noch stark Gruppen wie Rhapsody of Fire und Labyrinth geähnelt und sich nun durch das Hinzukommen von Bay-Area-Thrash-Metal-Einflüssen von diesen entfernt. Im Metal-Hammer-Interview gab Dan Keying an, dass er oft mit Michael Kiske verglichen wird und dass Helloween zu den Einflüssen der Band zählt. Die Lieder würden auf der Basis der Gesangslinien geschrieben werden und erst im Nachhinein schreibe man die Riffs. Andreas Schöwe vom Metal Hammer führte in seiner Rezension zum Debütalbum Vergleiche zu Gruppen wie Gamma Ray, Helloween und Labyrinth an. Gelegentlich gebe es leicht progressive Züge wie bei Angra. Zudem gebe es Dio-artige, balladeske Züge. Laut Matthias Mineur vom Metal Hammer hätten die Thrash-Metal-Einflüsse auf The Dark Flower deutlich zugenommen. In den Intros und Strophen gebe sich die Band meist schnell und aggressiv, während die Refrains oft melodiös seien.

## Diskografie
- 2001: Cydonia (Album, Metal Blade Records)
- 2003: The Dark Flower (Album, Metal Blade Records)